# تشارلز آر. إيفانز
تشارلز آر. إيفانز (بالإنجليزية: Charles R. Evans)‏ هو سياسي أمريكي، ولد في 9 أغسطس 1866 في الولايات المتحدة، وتوفي بنفس المكان في 30 نوفمبر 1954. حزبياً، نشط في الحزب الديمقراطي. انتخب عضو مجلس النواب الأمريكي.